# Parc des Rossignols
Le parc des Rossignols (Nachtegalenpark en néerlandais) est une zone de 90 hectares située dans le Sud d'Anvers, en Belgique, et composée de plusieurs parcs adjacents.

## Histoire
Les épreuves de tir à l'arc aux Jeux olympiques de 1920 se déroulent dans le parc des Rossignols.

## Description
Les différentes parties du Parc des Rossignols sont les suivantes:
- Den Brandt (21 ha)
- Parc de Middelheim (24 ha)
- Vogelenzang (40 ha)
- Hortiflora